# Neue Synagoge (Wunstorf)

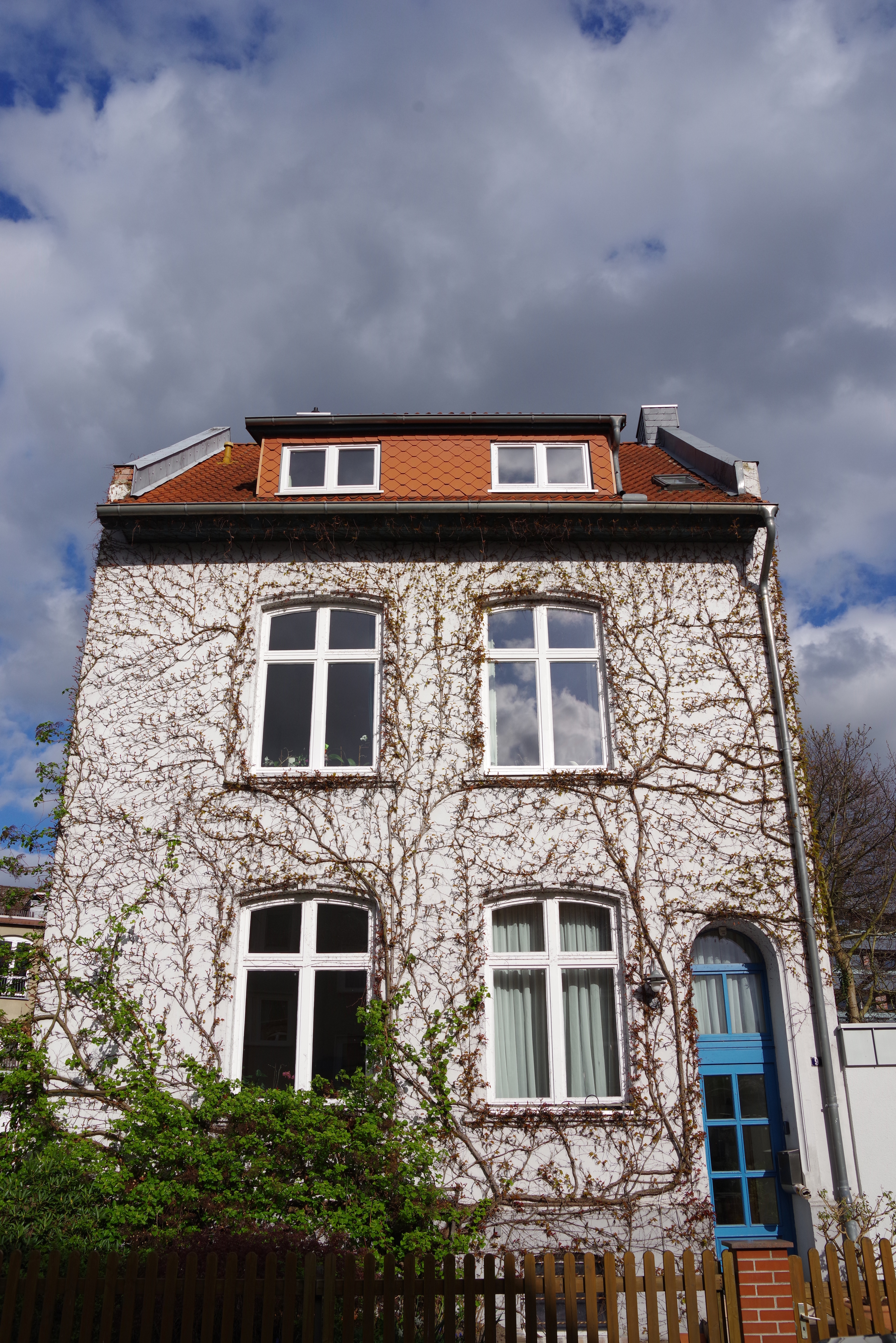
Neue Synagoge Wunstorf – Küsterstraße

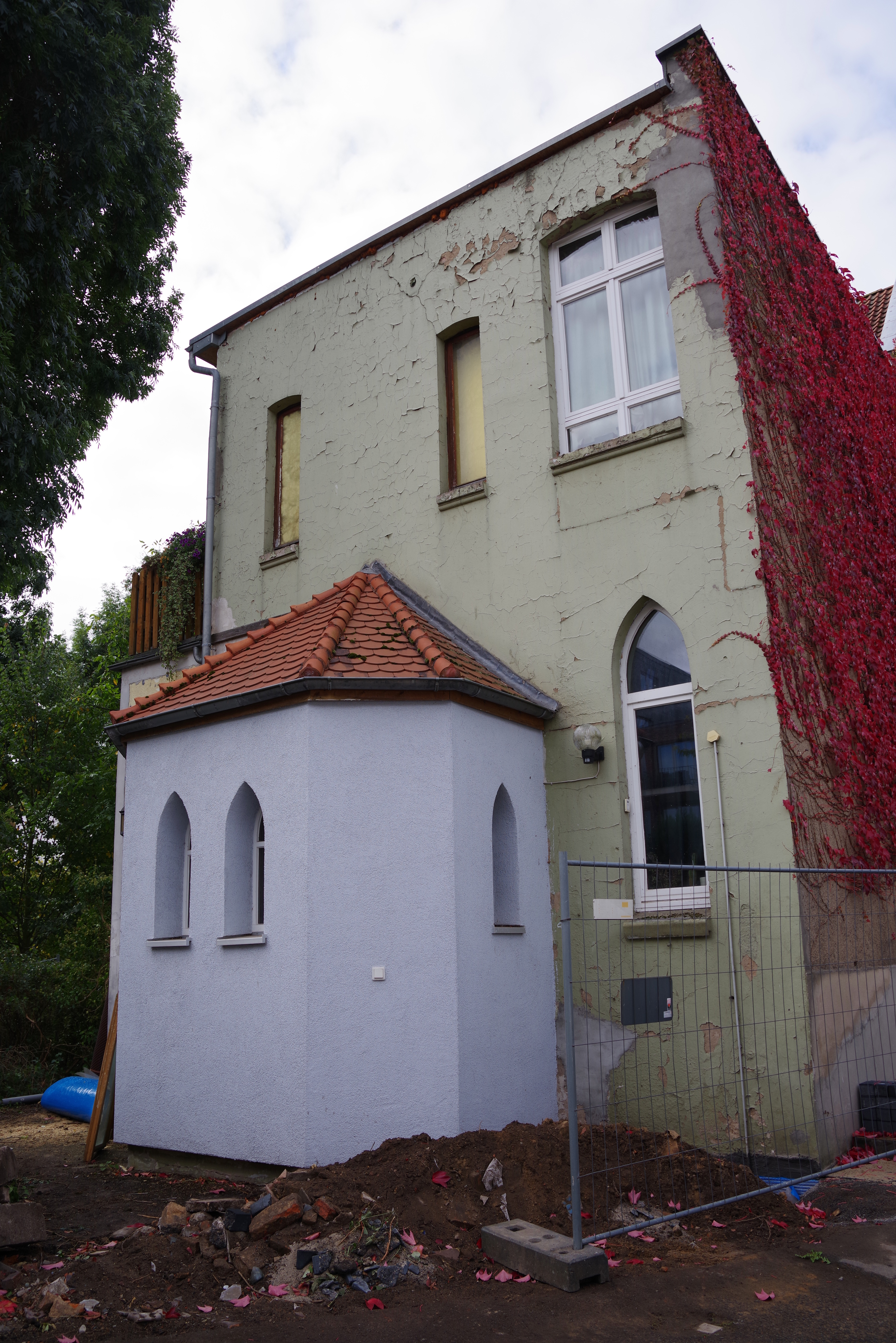
Apsis an der Ostseite, 2016

Die neue Synagoge der Stadt Wunstorf befand sich seit 1913 in der Küsterstraße 9. Beim Novemberpogrom 1938 wurde sie verwüstet. Das Gebäude existiert als Wohnhaus bis heute.

## Geschichte
Wunstorf gehört zu den wenigen Kleinstädten, in denen bereits im 13. Jahrhundert Menschen jüdischen Glaubens lebten. Vermögende Juden entrichteten eine bestimmte Summe an den jeweiligen Landesherrn, um einen Schutzbrief zu erwerben, der ihnen die Erlaubnis gab, sich niederzulassen, und der sie vor Willkür schützte. Die sogenannten Schutzjuden waren jedoch gegenüber den Bürgern der Stadt durch die Gesetzgebung in jeder Hinsicht benachteiligt.
Mit dem Gesetz vom 30. September 1842 und den Folgegesetzen wurde eine Gleichstellung der Juden mit der übrigen Bevölkerung im Königreich Hannover und damit in Wunstorf angestrebt. Am 29. Mai 1843 erhielten erstmals Wunstorfer Juden das Bürgerrecht. Im Paragraphen 35 dieses Gesetzes wurde bestimmt, dass jeder Jude im Königreich fortan einer Synagogengemeinde angehören musste (Parochialzwang). Die Bezirke der Synagogengemeinden wurden von der Regierung festgesetzt. „Zur Anlegung, Verlegung und Aufhebung einer Synagoge ist Genehmigung der Regierung notwendig, zur Einrichtung und Einweihung die des Landesrabbiners.“

### Synagogengemeinde

#### Aufgaben
Die Aufgaben der Synagogengemeinde lassen sich mit drei Begriffen benennen: Kultus, Finanzen und Schule. Die Institutionen, ohne welche keine jüdische Gemeinde ihren Aufgaben gerecht werden kann, sind Synagoge, Friedhof und  rituelles Tauchbad. Die wichtigste Einrichtung der Gemeinde ist die Synagoge und der Gottesdienst. Weiter hat die Gemeinde dafür zu sorgen, dass ihre Mitglieder die gemeinsame religiöse Überzeugung leben und die Religionsgesetze einhalten können. Dazu gehört die Einrichtung der Schechita und des Koscherfleischverkaufs.

#### Synagogen in Wunstorf
Seit 1810 bestand in der Nordstraße 14 eine Synagoge in Gestalt eines kleinen Bethauses. Dieses nutzte die wachsende Gemeinde, bis sie 1912 beschloss, das inzwischen baufällig und wohl auch zu klein gewordene Haus, in dem sich auch die Schule und die Lehrerwohnung befanden, zu verkaufen. Im gleichen Jahr wurde in der Küsterstraße 9 ein fünf Jahre altes Wohnhaus erworben und so umgebaut, dass es ab 1913 im Erdgeschoss als Synagoge und Schule genutzt werden konnte. Die Schule bestand aus einem Klassenraum und einem Lehrerzimmer. Im ersten Stock befand sich die Lehrerwohnung, im Dachgeschoss die Hausmeisterwohnung.
Im Synagogenraum richtete sich durch die Anordnung der Bänke der Blick der Gottesdienstbesucher
nach Osten zum Thoraschrein. An der Westseite war die Frauenempore, zu der es einen von der „Männersynagoge“ getrennten Eingang gab. Die Apsis zeigte auf blauem Grund eine Verzierung mit Sternen. „Dass in der neuen Synagoge in der Küsterstraße keine Mikwe eingerichtet wurde, dürfte (…) angesichts der schrumpfenden Gemeinde vor allem finanzielle Gründe gehabt haben.“
Heiner Wittrock berichtet in seiner Veröffentlichung Das Schicksal der Juden in Wunstorf aufgrund von Zeitzeugenberichten:
Jeder Besucher der Synagoge hatte sich der im Jahre 1832 aufgestellten Synagogenordnung zu unterwerfen. Durch das Gesetz von 1842 über die Rechtsverhältnisse der Juden hatte die Obrigkeit bestimmt, dass im Gottesdienst 'wenigstens ein Vortrag in deutscher Sprache zu halten' sei.
Direkt neben der neuen Synagoge in der Küsterstraße 5 wohnte David Goldschmidt mit seiner Familie. Auf seinem Hof erfolgte die Schächtung der Lämmer und anderen Tiere, mit deren Fellen Goldschmidt auch handelte.
Bei Familie Goldschmidt versammelte sich ab 1913 die jüdische Gemeinde jeden Freitagabend bei Sonnenuntergang vor dem Gang in die Synagoge. Die Bestimmungen des Sabbats wurden streng geachtet. (…)
Jedes Jahr im Oktober wurde im Garten hinter der Synagoge die Laubhütte errichtet und darin das Laubhüttenfest gefeiert.

## Schicksal der Juden
In den 1920er Jahren erreichten die Wunstorfer Juden durch zahlreiche prominente Vertreter in Wirtschaft, Wissenschaft und im gesellschaftlichen und Vereinsleben den Höhepunkt ihrer sozialen Stellung und Integration. Dennoch sahen sie sich in dieser Zeit der noch labilen und durch die Weltwirtschaftskrise erschütterten Republik wieder auflebenden Anfeindungen ausgesetzt.
Nach der Machtergreifung der Nationalsozialisten 1933 liefen auch in Wunstorf Maßnahmen der Diskriminierung gegen Juden mit dem Boykott von Geschäften an. Die NSDAP-Ortsgruppe organisierte Hetze gegen Juden, förderte gesellschaftliche Diskriminierung und Denunziantentum, selbst gegen einzelne abweichende Parteigenossen. Durch das Anlegen einer Judenkartei bereitete die Gestapo 1935 die spätere Verfolgung und Deportation der in Wunstorf wohnenden Juden vor. Einige konnten sich ab 1936 durch Emigration vor der sich verstärkenden Ausgrenzung, Entrechtung und Verfolgung retten.

### Pogromnacht in Wunstorf

Verzeichnis der „sichergestellten Gegenstände“

In der Pogromnacht wohnten noch 27 Menschen jüdischen Glaubens in Wunstorf, in neun Haushalten. Am Abend des 9. November 1938 war in München das Startzeichen zu einem reichsweiten Pogrom gegeben worden. Um 23:55 Uhr erreichte die Stapo-Leitstelle Hannover ein Fernschreiben aus Berlin. In Wunstorf begann die Umsetzung der erhaltenen Anweisungen zu Aktionen gegen jüdische Einrichtungen sowie besonders gegen vermögende Juden am Morgen des 10. November zwischen drei und vier Uhr.
Heiner Wittrock fasst Berichte von Augenzeugen der Ereignisse zusammen:

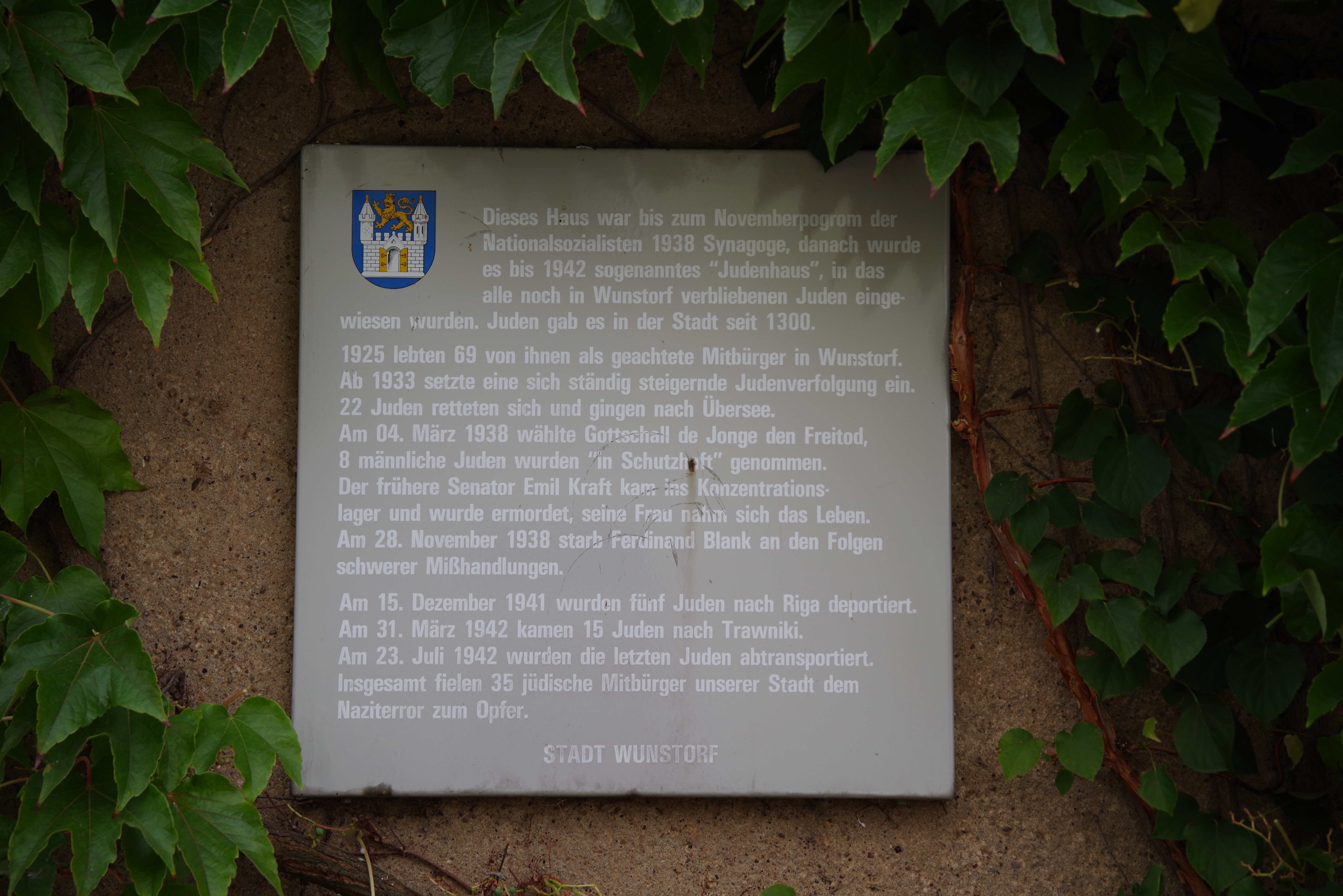
Informationstafel an der nördlichen Hauswand

SA mit Pinsel und Farbe machte sich auf, die jüdischen Geschäfte mit einem Kreuz zu markieren. Währenddessen drangen Bordenauer SA-Männer von der Rückseite in die Synagoge ein, indem sie die dortige Tür aufbrachen. Sofort wurde im östlichen Teil der Synagoge Feuer gelegt. Als jedoch die auswärtigen SA-Männer kurz darauf von eintreffender örtlicher SA erfuhren, dass im Obergeschoss der Synagoge die christliche Hausmeisterfamilie Heußmann wohnte, konnte das Feuer gerade noch rechtzeitig gelöscht werden. Danach wurde die SA ihrem Ruf als Schlägertruppe in jeder Hinsicht gerecht: Sie demolierte das Innere der Synagoge, indem sie sich an die Kronleuchter hing und sie niederriss. Weiterhin wurde der Thoraschrein und sämtliches Inventar zerschlagen. Schließlich baute sie noch aus Ofen, Ofenrohr und einem geeigneten Umhang einen Spottrabbiner. (…) Durch den Lärm der SA wurde der zur Arbeit gehende Lokomotivführer Bergmann angelockt. Er hielt es für originell, sich mit dem Heiligtum der Juden, der Thorarolle, fotografieren zu lassen. Diese wurde danach mit anderen Büchern und Schriften zur Verbrennung vor die Stadtkirche gebracht.
Bis morgens um sieben Uhr waren auch die jüdischen Geschäfte demoliert. Deren Eigentümer wurden bei der Verhaftung misshandelt. Alle jüdischen Einwohner Wunstorfs, mit Ausnahme der wenigen Kinder, wurden im Rathauskeller eingesperrt. Währenddessen verwüsteten SA-Leute den jüdischen Friedhof am Nordrehr. Die meisten Eingesperrten wurden um zehn Uhr wieder freigelassen. Die auf der Liste der Gestapo als vermögend eingestuften so genannten Aktionsjuden, wie der ehemalige Senator der Stadt, Emil Kraft, blieben weiterhin in Schutzhaft. Er wurde ins Polizeigefängnis nach Hannover transportiert, danach ins Konzentrationslager Buchenwald gebracht und dort schwer misshandelt. Unterdessen plünderte die SA bei den noch in Wunstorf verbliebenen 19 jüdischen Einwohnern.
Mit der Synagogenschändung hörte die Synagogengemeinde auf zu existieren. 1939 leben noch 12 Juden in Wunstorf. Bis zu deren Deportation in verschiedene Konzentrationslager am 31. März 1942 diente das ehemalige Synagogengebäude als sogenanntes Judenhaus. Während der Kriegsjahre übernahm aufgrund gesetzlicher Bestimmungen die Finanzbehörde dessen Verwaltung.

### Schicksal der neuen Synagoge
Im Jahr 1945 musste die Stadt Wunstorf auf Anordnung des Gouverneurs der britischen Besatzungsmacht die Synagoge im Inneren instand setzen lassen. Die Kosten hierfür beliefen sich auf 9.917,81 RM. Zum Vergleich die damaligen ungefähren Stundenlöhne: Lehrling (0,50 RM), Geselle (1,30 RM), Meister (1,50 RM). Die Arbeiten wurden alle von Wunstorfer Firmen ausgeführt. „Damit ist das Inventar erheblich wertvoller, da die Einrichtung vor der Zerstörung recht bescheiden ist.“
Der Synagogenraum wurde von den jüdischen Angehörigen der britischen Armee als Betsaal genutzt. Lehrer- und Schulzimmer dienten der Militärverwaltung als Lagerraum. Der erste Stock stand dem Militär zur Verfügung. Am 12. April 1955 wurde das Gebäude von der Jewish Trust Corporation for Germany, die als Treuhandgesellschaft für die Erfassung herrenlosen jüdischen Vermögens, Gemeinde- und Organisationseigentums bestellt war, an den Wunstorfer Elektromeister Johann Wach verkauft. Seit Mitte der 1980er Jahre gehört das Gebäude zwei Familien, die es als Wohnhaus nutzen.